# Народность (эстетика)

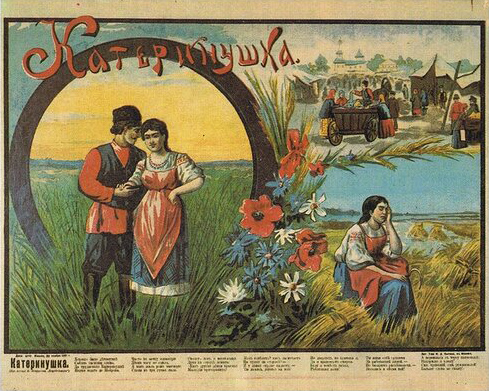
Катеринушка, Лубочная картинка, 1901

Наро́дность — одно из главных понятий преимущественно в романтической, а затем марксистско-ленинской эстетике, свойство искусства, определяемое его связью с народом, отношение литературы к народу, которое проявляется в различных аспектах.

## Содержание понятия
Народность рассматривается в качестве меры взаимопроникновения искусства и фольклора. Искусства заимствует из произведений народного творчества сюжеты, образы и мотивы (например, сказки Александра Пушкина, в которых писатель использовал материал русских народных сказок). В ряде случаев может напротив песни на стихи поэтов становятся народными (например, песня «Коробейники», в основу которой положен отрывок из поэмы Николая Некрасова «Кому на Руси жить хорошо»).
Также народность понимается как мера «проникновения» автора в народное сознание, адекватность изображения представителей народа в произведении искусства. Так, народной может считаться тетралогия Ф. А. Абрамова «Пряслины», изображающая жизнь северной деревни во время Великой Отечественной войны и после неё. Ненародными произведениями считаются такие, где простые люди представлены неестественно, надуманно, например, во многих «парадных» романах социалистического реализма, изображавших «лакированную» реальность.
Кроме того, термин народность в некоторых случаях может относиться к доступности произведений искусства людям, их понятности для неподготовленного человека. Народное искусство в таком значении противопоставлено элитарному, предназначенному для узкого круга. В современной литературе, в особенности в постмодернизме произведение может выполнять обе функции. Так, роман «Имя розы» Умберто Эко воспринимается рядовым читателем как захватывающий детектив, но это произведение адресовано также филологу, поскольку содержит большое количество аллюзий и реминисценций из других произведений.

## История понятия
Философская концепция народности в искусстве начала складываться в работах Джамбаттисты Вико и Жан-Жака Руссо, позднее И. Г. Гердера. В начале XIX века Гердером был издан сборник «Голоса народов в песнях», помимо народных песен, включивший также авторские стихотворения, чем Гердер стремился показать единство литературы и проявление в её пределах «народного духа». Немецкие писатели и учёные, такие как Август и Фридрих Шлегель, Ахим фон Арним, Клеменс Брентано, Якоб и Вильгельм Гримм, исследовали народную культуру, занимались собиранием, обработкой и изданием фольклорных произведений. Ими была создана мифологическая школа, в рамках которой считалось, что основу всего искусства составляет миф, из которого развился фольклор. Одним из главных принципов литература романтизма стал интерес к истории и искусству собственного народа, ориентация на дух и поэтику народа.
В России начала XIX века работы о народности писали Орест Сомов и Пётр Вяземский. Категория народности или национальности стала важнейшей в русской критике XIX века. Одним из первых к этому вопросу в 1830-х годы обратился Виссарион Белинский. Александр Пушкин и Николай Гоголь связывали этот термин с национальным своеобразием. Выработав собственные оценочные критерии, Белинский выдвинул в рамках русской литературы понятия народности и псевдонародность, простонародности. Следуя этим обоснованным принципам и с полемическими высказываниями, критик относил к числу народных творчество Ивана Крылова, Александра Пушкина, Михаила Лермонтова, Николая Гоголя. Этой высокой оценки народные писатели удостоились не только за художественное мастерство, но также за выражение русского народного самосознания.
В 1840-е годы народность стала одним из центральных вопросов в споре славянофилов и западников. Славянофилы понимали народность как верность духу русского фольклора и быта. Западники понимали под ней в первую очередь реалистическое изображение действительности. В 1860-е годы народность литературы оказалась связана с изображением угнетённого положения простого народа, его зависимости от высших слоёв общества и произвола в отношении него.
В советском дискурсе народность означала связь искусства с народом, обусловленность художественного творчества такими аспектами как быт, борьба, идеи, чувства и стремления трудящихся, выражение через искусство идеалов, интересов и психологии народных масс. Советская литература рассматривала народность как один из главных критериев оценки произведения, правильное изображение народа и доступность ему, однако замалчивание недостатков привело к обратному эффекту: многие литературные произведения изображали жизнь народа недостоверно.
Проблема народности в художественной литературе остаётся одной из наиболее актуальных в современном литературоведении.